# Olympus OM-D E-M1
Die Olympus OM-D E-M1 ist eine spiegellose Systemkamera des Herstellers Olympus für das Micro-Four-Thirds-System. Sie löst als Nachfolger der Olympus E-5 das Four-Thirds-System ab und ist seit Oktober 2013 im europäischen Handel erhältlich.
Im September 2016 wurde das Nachfolgemodell Olympus OM-D E-M1 II („II“ sprich: „Mark 2“) mit höherer Bildauflösung (20 Megapixel und 4K-Video), mehr Messfeldern (121 Kreuzsensorfelder) und schnellerer Bildverarbeitung vorgestellt, das bis zu 60 Rohdatenbilder pro Sekunde ohne nachgeführten Autofokus und 18 Rohdatenaufnahmen pro Sekunde mit nachgeführtem Autofokus aufnehmen kann. Die Anzahl der Aufnahmen mit einer Akkuladung wurde auf 440 erhöht, und die Akkuladezeit gleichzeitig auf zwei Stunden reduziert. Dem Modell Mark II wurde von Fotojournalisten Ende 2016 der Titel „Beste Kamera des Jahres“ verliehen.
Im Februar 2020 erschien die OM-D E-M1 III. Durch den Einsatz des neuen Prozessors „TruePic IX“ besitzt sie viele Features der OM-D E-M 1 X, zum Beispiel verbessertes Face&Eye-Tracking, einen digitalen Live-ND-Filter, eine verbesserte Bildstabilisierung sowie die Auflösungsverbesserung von HiRes-Aufnahmen. Trotz der Leistungssteigerung behielt die Kamera ihr kompaktes Format.

## Funktionen
Die E-M1 verfügt über ein eingebautes W-LAN-Modul, das sich mit der speziellen Olympus-App namens OI.Share auf einem Android- oder Apple-iOS-Smartphone oder -Tablet verbinden kann. Dadurch wird es möglich, das aktuelle Sucherbild auf dem Endgerät zu betrachten und die Kamera vollständig von dort aus zu steuern.
Im Live-View-Modus verfügt die Kamera auch vor der Aufnahme sowohl auf dem Bildschirm als auch im elektronischen Sucher über Hilfsmittel wie eine Softwarelupe, Fokus-Peaking, Gesichtserkennung, elektronische Wasserwaage und ein Histogramm für die Anzeige der Verteilung von Helligkeitswerten. Im Sucher kann auch das Sucherbild eines optischen Suchers simuliert werden. Der Autofokus funktioniert sowohl mit Kontrastmessung als auch mit Phasenmessung.

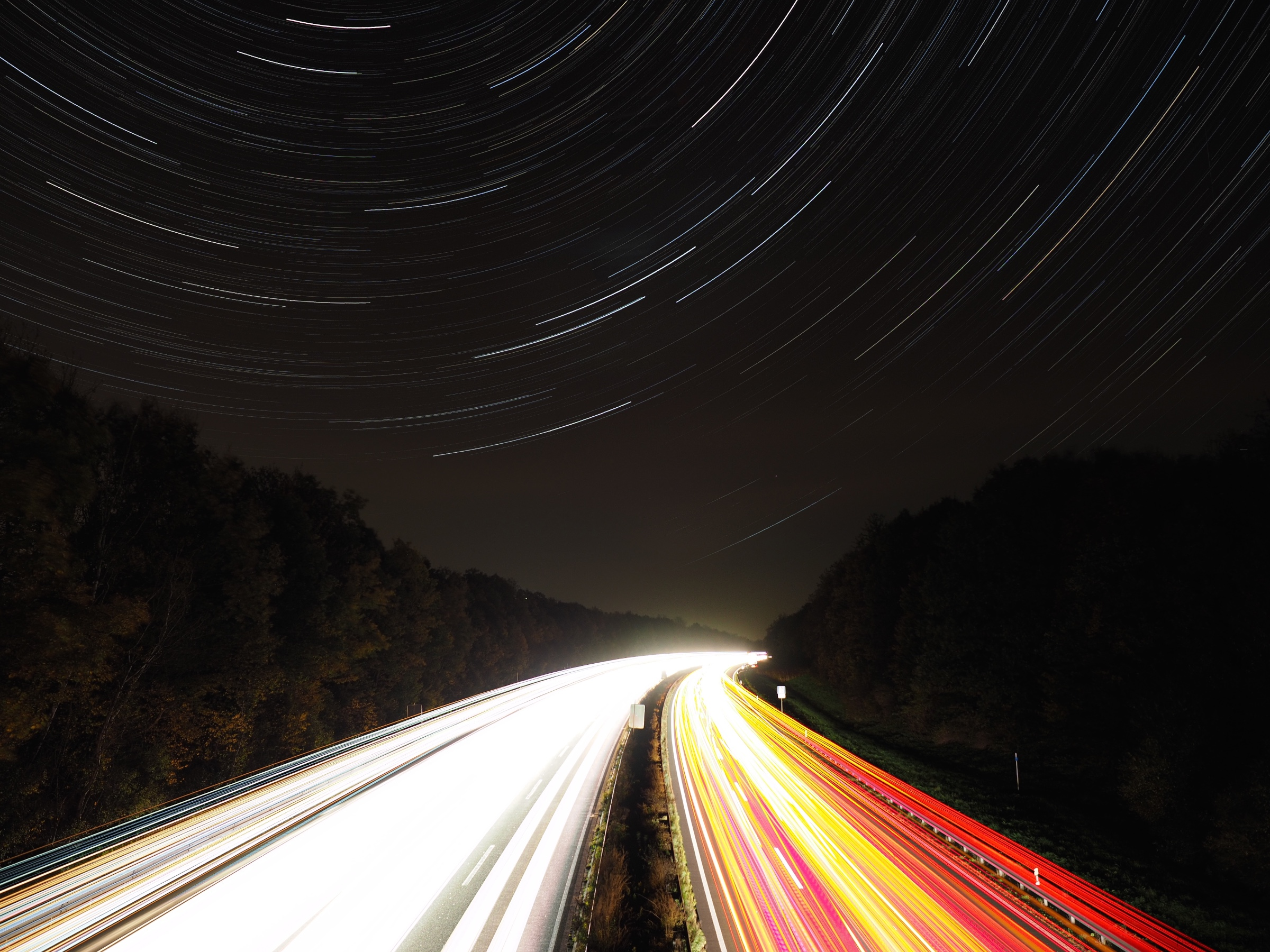
Beispiel für Live Composite: Lichtspuren von Scheinwerfern und Rückleuchten fahrender Autos sowie Sternenspuren durch die Erdrotation. 20 Sekunden Grundbelichtung, zirka 250 Mal wiederholt.

Am 15. September 2014 wurde die Firmware-Version 2.0 vorgestellt, die den Funktionsumfang erweitert. Neben einer auf das JPEG-Bild wirkenden Entzerrung stürzender Linien (Keystone-Korrektur) wurde das im März 2014 mit der OM-D E-M10 vorgestellte Live Composite nun auch mit der E-M1 möglich. Hierbei kann eine Grundbelichtung beliebig oft wiederholt werden, wobei nur hellere Bildinformationen der Grundbelichtung hinzugefügt werden, was beispielsweise die Startrail-Fotografie vereinfacht. Darüber hinaus bietet die E-M1 nun auch die kabelgebundene Fernsteuerung mittels eines Windows- oder Mac-OS-X-Computers und der kostenlos herunterladbaren Software Olympus Capture. Als weitere Neuerung übernimmt die E-M1 von der im September 2014 eingeführten PEN E-PL7 zusätzliche Vintage Art-Filter und eine sehr frei konfigurierbare Colorkey-Funktion.
Ab der Firmware-Version 4 kann ein Fokus-Stacking direkt nach den entsprechenden Aufnahmen mit dem Kameragehäuse durchgeführt und Aufnahmen können mit lautlosem elektronischem Verschluss getätigt werden.

## Kompatibilität zu Four-Thirds-Objektiven
Über einen Adapter, der das Auflagemaß angleicht, waren Four-Thirds-Objektive des E-Systems auch an andere spiegellose Micro-Four-Thirds-Kameras schon ansetzbar, boten jedoch (mit wenigen Ausnahmen) dabei keinen zufriedenstellenden Autofokus, da die Optiken auf Phasenkontrastmessung angewiesen sind, bisherige spiegellose Kameras jedoch systembedingt nur Kontrastkantenmessung ermöglichen. Bei der E-M1 sind erstmals direkt in den Bildsensor 37 Phasenkontrastsensoren integriert (die wenigen dafür ausfallenden Bildpixel werden von der Kamera durch Interpolation ergänzt), schneller Autofokus mit den E-System-Objektiven ist damit gegeben. Die Messmethode wird von der Kamera automatisch auf das jeweils angesetzte Objektiv angepasst.